# Scăriță (os)

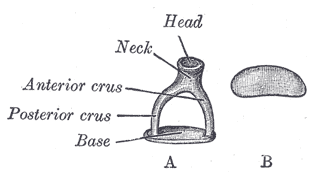
Anatomia scăriței

Scărița (latină Stapes) este unul dintre oscioarele urechii. Are formă de scăriță de călărie și este localizat în urechea medie, făcând legătura dintre nicovală și fereastra ovală. Osul este alcătuit din capul scăriței, extremitatea laterală, extremitatea medială și baza (o lamă osoasă).  Scărița are mușchiul său propriu, m. stapedius, cel mai mic mușchi striat al omului.  Denumirea din latină, stapes, înseamnă chiar „scăriță de călărie”.